# Epyc
Epyc, en ciències de la computació, és un processador tipus x86 de la casa AMD que està basat en l'arquitectura Zen. Epyc va ser introduït l'any 2017 a través de processadors de la sèrie 7000. La plataforma Epyc inclou dues versions : un o dos encapsulats. Cada circuit integrat Epyc suporta 8 canals de memòria i 128 línies PCIe 3.0 i està compost de 4 daus (circuit integrat), on cada dau són 8 nuclis Zeppelin. (igual que els processadors Ryzen) formant un mòdul multi-chip.

## Família de productes
Les aplicacions de l'Epyc són la computació d'altes prestacions, les dades massives (big data) o els servidors :
| Configu- ració     | Marca & Model | Marca & Model | Nuclis (threads) | Rellotge (GHz) | Rellotge (GHz)  | Rellotge (GHz) | Cache    | Cache   | Memòria  | Memòria           | Potència (W) | Sòcol   | Data sortida | Preu (USD) |
| Configu- ració     | Marca & Model | Marca & Model | Nuclis (threads) | Base           | Millora         | Millora        | L2 (kB)  | L3 (MB) | ca- nals | Freqüència màxima | Potència (W) | Sòcol   | Data sortida | Preu (USD) |
| Configu- ració     | Marca & Model | Marca & Model | Nuclis (threads) | Base           | Tots els nuclis | Max            | L2 (kB)  | L3 (MB) | ca- nals | Freqüència màxima | Potència (W) | Sòcol   | Data sortida | Preu (USD) |
| ------------------ | ------------- | ------------- | ---------------- | -------------- | --------------- | -------------- | -------- | ------- | -------- | ----------------- | ------------ | ------- | ------------ | ---------- |
| 2P (2 encapsulats) | Epyc          | 7601          | 32 (64)          | 2.2            | 2.7             | 3.2            | 32 x 512 | 64      | 8        | DDR4-2666         | 180          | SP3 LGA | Juny 2017    | $4200      |
| 2P (2 encapsulats) | Epyc          | 7551          | 32 (64)          | 2.0            | 2.55            | 3.0            | 32 x 512 | 64      | 8        | DDR4-2666         | 180          | SP3 LGA | Juny 2017    | $3400+     |
| 2P (2 encapsulats) | Epyc          | 7501          | 32 (64)          | 2.0            | 2.6             | 3.0            | 32 x 512 | 64      | 8        | DDR4-2666         | 155/170      | SP3 LGA | Juny 2017    | $3400      |
| 2P (2 encapsulats) | Epyc          | 7451          | 24 (48)          | 2.3            | 2.9             | 3.2            | 24 x 512 | 64      | 8        | DDR4-2666         | 180          | SP3 LGA | Juny 2017    | $2400+     |
| 2P (2 encapsulats) | Epyc          | 7401          | 24 (48)          | 2.0            | 2.8             | 3.0            | 24 x 512 | 64      | 8        | DDR4-2666         | 155/170      | SP3 LGA | Juny 2017    | $1850      |
| 2P (2 encapsulats) | Epyc          | 7351          | 16 (32)          | 2.4            | 2.9             | 2.9            | 16 x 512 | 64      | 8        | DDR4-2666         | 155/170      | SP3 LGA | Juny 2017    | $1100+     |
| 2P (2 encapsulats) | Epyc          | 7301          | 16 (32)          | 2.2            | 2.7             | 2.7            | 16 x 512 | 64      | 8        | DDR4-2666         | 155/170      | SP3 LGA | Juny 2017    | $800+      |
| 2P (2 encapsulats) | Epyc          | 7281          | 16 (32)          | 2.1            | 2.7             | 2.7            | 16 x 512 | 32      | 8        | DDR4-2666         | 155/170      | SP3 LGA | Juny 2017    | $650       |
| 2P (2 encapsulats) | Epyc          | 7251          | 8 (16)           | 2.1            | 2.9             | 2.9            | 8 x 512  | 32      | 8        | DDR4-2400         | 120          | SP3 LGA | Juny 2017    | $475       |
| 1P (1 encapsulat)  | Epyc          | 7551P         | 32 (64)          | 2.0            | 2.55            | 3.0            | 32 x 512 | 64      | 8        | DDR4-2666         | 180          | SP3 LGA | Juny 2017    | $2100      |
| 1P (1 encapsulat)  | Epyc          | 7401P         | 24 (48)          | 2.0            | 2.8             | 3.0            | 24 x 512 | 64      | 8        | DDR4-2666         | 155/170      | SP3 LGA | Juny 2017    | $1075      |
| 1P (1 encapsulat)  | Epyc          | 7351P         | 16 (32)          | 2.4            | 2.9             | 2.9            | 16 x 512 | 64      | 8        | DDR4-2666         | 155/170      | SP3 LGA | Juny 2017    | $750       |